# Myint Swe
Myint Swe (birm. မြင့် ဆွေ; wym. [mjɪ̰ɰ̃ sʰwè]; ur. 24 czerwca 1951 w Mandalaju, zm. 7 sierpnia 2025 w Naypyidaw) – mjanmański polityk i wojskowy. Premier regionu Rangun (2011–2016). W latach 2016–2025 wiceprezydent Mjanmy.
Pełniący tymczasowo obowiązki prezydenta kraju po rezygnacji Htina Kyawa z urzędu w 2018 oraz ponownie od 2021 do 2024 po wojskowym zamachu stanu, po którym faktyczną władzę sprawuje generał Min Aung Hlaing.
Służył w armii Mjanmy dochodząc do stopnia generała porucznika.